# ابراهیم بن علی قادری
ابراهیم بن علی بن احمد قادری (۱۴۱۳–۱۴۷۵م) فقیه شافعی شامی در سدهٔ نهم هجری بود. در حلب بزرگ شد، به مدینه و مصر سفر داشت، حج گذارد و حدیث آموخت. سپس به سوریه بازگشت و در دمشق ساکن شد. الروض الزاهر در مناقب عبدالقادر گیلانی و النصیحة لدفع الفضیحة از آثار اوست.